# Hristo Botev Stadium (Blagóevgrad)
El Estadio Hristo Botev es un estadio multiusos ubicado en la ciudad de Blagoevgrad en Bulgaria y actualmente es la sede del FC Pirin Blagoevgrad.

## Historia
El estadio fue construido en 1934 e inicialmente tenía una tribuna con bancos de madera. En 1973 se jugaron por primera vez partidos de la Liga Profesional de Bulgaria después de que Pirin lograra el ascenso. La dirección del club y el Ayuntamiento decidieron construir una nueva tribuna, frente a la central, para dar cabida a la entusiasta afición.
En el primer partido del renovado estadio fue entre el Pirin contra el PFC Slavia Sofia; donde 17.000 espectadores estuvieron presentes en el estadio y este se considera el partido en casa más concurrido del Pirin hasta el día de hoy. El Pirin ganó 2-1, pero lo interesante de este partido es que bajo la presión de la afición, la tribuna recién construida empezó a temblar y los aficionados tuvieron que bajarse de ella.
El 2 de junio de 1993 el estadio acogió la final de la Copa de Bulgaria entre el PFC CSKA Sofia y el PFC Botev Plovdiv, el cual es el partido de fútbol más visitado en Blagoevgrad. Según las estadísticas oficiales, en el estadio están presentes 18 000 aficionados, 10 000 de los cuales son de Plovdiv. El CSKA ganó 1-0 y su 15.ª Copa de Bulgaria.
A principios del siglo XXI la tribuna sur comenzó a colapsar. Se consideró peligroso para los aficionados, por lo que se clausuró y en 2008 fue demolida. En los años 2000-2001, los bancos de madera del estadio Hristo Botev fueron sustituidos por asientos de plástico blancos y verdes. A partir de 2008 la instalación tenía una capacidad de 7.000 espectadores, y tras la separación del sector visitante y la zona de amortiguamiento pasó a 7.500.
En el verano de 2009, el ayuntamiento de la ciudad empezó a reparar las instalaciones, cuyo coste ascendió a 1,5 millones de euros. La renovación incluyó la sustitución de la superficie de césped, dotándola de un moderno sistema de drenaje y riego; y la construcción de un panel informativo iluminado. Finalizó en marzo de 2010. 
En septiembre de 2012 el estadio Hristo Botev adquirió iluminación, lo que hace posible que los partidos de Pirin en verano se jueguen de noche cuando el clima es más agradable y cómodo tanto para los aficionados como para los jugadores.